# Бевинс, Винсент
Винсент Бевинс — американский журналист и писатель. Короткое время работал в Лондоне в Financial Times. Затем с 2011 по 2016 год работал иностранным корреспондентом Los Angeles Times в Бразилии. В 2017 году переехал в Джакарту и начал освещать Юго-Восточную Азию для The Washington Post. В 2018 году начал писать книгу о насилии времен холодной войны в Индонезии и Латинской Америке. В основном занимается вопросами международной политики и мировой экономики. Бегло говорит по-португальски, владеет испанским и немецким.

## Карьера
Родился и вырос в Калифорнии, учился в средней школе Servite и в Калифорнийском университете в Беркли.
Работал в Берлине, затем вел репортажи из Венесуэлы для The Daily Journal. Получил степень магистра международной политической экономии в Лондонской школе экономики.
В 2016 году президент Бразилии Дилма Русефф заявила в интервью Бевинсу, что не верит, что за её импичментом стоят США или ЦРУ. В то время среди её левых сторонников было распространено подозрение в поддержке США, которые, как и Русеф, считали импичмент «переворотом».
С 2012 по 2016 год руководил разделом «Из Бразилии» онлайн-версии Folha de S.Paulo, крупнейшей газеты Бразилии. Он и эта группа журналистов были в центре освещения волны протестов, начавшейся в июне 2013 года и продолжавшейся до чемпионата мира по футболу 2014 года.
В своей книге The Jakarta Method использовал недавно рассекреченные документы и архивные материалы для того чтобы доказать, что победа Соединенных Штатов в холодной войне в странах третьего мира была частично основана на истреблении безоружных левых в тех странах, где имело место вмешательство США, как со стороны государственных сил, так и со стороны правых военизированных формирований. Название книги относится к массовым убийствам в Индонезии в 1965—1966 годах режимом Сухарто.